# Laura Nunnink

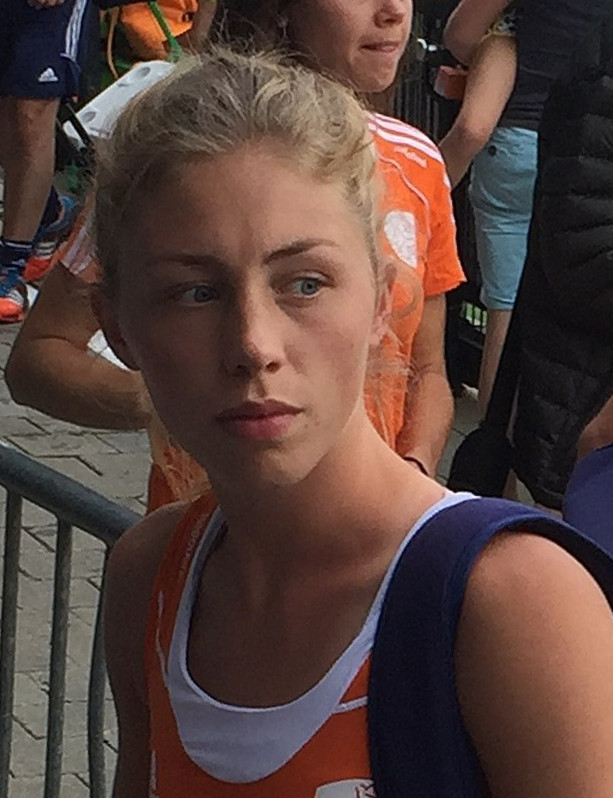
Laura Nunnink (2016)

Laura Nunnink (* 26. Januar 1995 in Eindhoven) ist eine niederländische Hockeyspielerin. Sie gewann 2021 und 2024 die olympische Goldmedaille, war Weltmeisterin 2018 und 2022 sowie Europameisterin 2017, 2019, 2021 und 2023.

## Leben
Die Mittelfeldspielerin debütierte 2013 in der Nationalmannschaft. Sie bestritt 197 Länderspiele, in denen sie 3 Tore erzielte.(Stand 9. August 2024)
Nunnink wurde nach der Weltmeisterschaft 2014 Stammspielerin der Nationalmannschaft. Bei der Europameisterschaft 2015 unterlag die niederländische Mannschaft im Shootout des Finales dem englischen Team. 2016 war Nunnink als Ersatzspielerin mit P-Akkreditierung im Kader für die Olympischen Spiele in Rio de Janeiro, wurde aber beim Gewinn der Silbermedaille nicht eingesetzt.
Im Sommer 2017 siegten die Niederländerinnen bei der Europameisterschaft in Amstelveen. Im Jahr darauf fand die Weltmeisterschaft in London statt. Die Niederländerinnen gewannen ihre Vorrundengruppe und bezwangen im Viertelfinale die Engländerinnen. Nach einem Halbfinalsieg im Siebenmeterschießen gegen Australien trafen die Niederländerinnen im Finale auf die irische Mannschaft. Die Niederländerinnen gewannen das Finale mit 6:0. 2019 verteidigten die Niederländerinnen ihren Europameistertitel bei der Europameisterschaft in Antwerpen. Auch bei der Europameisterschaft 2021 in Amstelveen siegten die Niederländerinnen im Finale gegen die deutsche Mannschaft. Bei den Olympischen Spielen in Tokio gewannen die Niederländerinnen alle acht Spiele, im Finale bezwangen sie die Argentinierinnen mit 3:1.
Ein Jahr später bei der Weltmeisterschaft 2022 war Nunnink in allen sechs Spielen dabei. Im Halbfinale gewann die Mannschaft mit 1:0 gegen die Australierinnen. Im Finale siegten die Niederländerinnen mit 3:1 gegen Argentinien. 2023 gewannen die Niederländerinnen bei der Europameisterschaft in Mönchengladbach im Halbfinale mit 7:0 gegen die Engländerinnen und im Finale 3:1 gegen die Belgierinnen. Im August 2024 bei den Olympischen Spielen in Paris besiegten die Niederländerinnen im Viertelfinale die Britinnen mit 3:1. Nach einem 3:0-Sieg im Halbfinale gegen die Argentinierinnen gewannen die Niederländerinnen im Endspiel gegen die Chinesinnen im Shootout, nachdem es am Ende der regulären Spielzeit 1:1 gestanden hatte. Nunnink war in allen acht Spielen dabei und erzielte im Halbfinale ein Tor.
Laura Nunnink begann im Verein bei Oranje Zwart, der 2016 im Hockeyclub Oranje-Rood aufging. Für diesen Verein spielt sie seit der Umfirmierung.